# Гадсон (Канзас)
Гадсон (англ. Hudson) — місто (англ. city) в США, в окрузі Стаффорд штату Канзас. Населення — 95 осіб (2020).

## Географія
Гадсон розташований за координатами 38°6′17″ пн. ш. 98°39′38″ зх. д. / 38.10472° пн. ш. 98.66056° зх. д. (38.104855, -98.660657).  За даними Бюро перепису населення США в 2010 році місто мало площу 0,33 км², уся площа — суходіл.

## Демографія
Згідно з переписом 2010 року, у місті мешкало 129 осіб у 58 домогосподарствах у складі 35 родин. Густота населення становила 394 особи/км².  Було 66 помешкань (201/км²).
Расовий склад населення:
| - 100,0 % — білих |

До двох чи більше рас належало 0,0 %. Частка іспаномовних становила 4,7 % від усіх жителів.
За віковим діапазоном населення розподілялося таким чином: 23,3 % — особи молодші 18 років, 55,8 % — особи у віці 18—64 років, 20,9 % — особи у віці 65 років та старші. Медіана віку мешканця становила 48,5 року. На 100 осіб жіночої статі у місті припадало 111,5 чоловіків;  на 100 жінок у віці від 18 років та старших — 110,6 чоловіків також старших 18 років.
Середній дохід на одне домашнє господарство  становив 51 047 доларів США (медіана — 47 500), а середній дохід на одну сім'ю — 64 291 долар (медіана — 64 167). За межею бідності перебувало 6,8 % осіб, у тому числі 0,0 % дітей у віці до 18 років та 18,5 % осіб у віці 65 років та старших.
Цивільне працевлаштоване населення становило 76 осіб. Основні галузі зайнятості: освіта, охорона здоров'я та соціальна допомога — 26,3 %, виробництво — 21,1 %, мистецтво, розваги та відпочинок — 18,4 %.